# ユーオーディア
一般社団法人ユーオーディア（Euodia）は、日本のキリスト教音楽団体。キリスト教徒のクラシック音楽家が集まり、演奏を通じて賛美、宣教、後進の育成を行なっている。

## 構成
ユーオーディア・アンサンブル
1988年に結成されたアンサンブル。12枚のCDをリリースし、世界各国での公演も行なっている。
- Cl. 柳瀬洋
- Vn. 蜷川いづみ、工藤美穂、
- Vla. 村上信晴
- Vc. 井上とも子
- Pf. 柳瀬佐和子

ユーオーディア管弦楽団・合唱団
日本初のクリスチャンクラシック音楽家によるオーケストラ・合唱団。毎年「ユーオーディア賛美の夕べ」というコンサートを開催している。
ユーオーディア・アカデミー
クリスチャン向けの音楽教室。賛美奉仕者や音楽伝道者の育成を行なっている。

## 所属する音楽家
- 紫園香（フルート）

## 主な作品

### CD
- HOPE
- キリストの愛
- いのちより大切なもの
- ほふられた子羊
- 神はそのひとり子を
- キリストの香り
- Eternal Love

### 楽譜
- 柳瀬佐和子作曲「神はそのひとり子を」